# Rafael Gómez Montoya
Rafael Gómez Montoya (Madrid, 1 de enero de 1967) es un político español del Partido Socialista de Madrid, que ejerció como alcalde de Leganés (Comunidad de Madrid) desde el 9 de julio de 2007 hasta el 11 de junio de 2011.

## Trayectoria estudiantil y profesional
Nació el 1 de enero de 1967 en Madrid, pero vive en Leganés desde los 6 años.
Cursó sus estudios en el Colegio Público Severo Ochoa y después en el Instituto de Bachillerato María Zambrano. Es Diplomado en Criminología por la Universidad Complutense de Madrid y experto universitario en Investigación Privada. Por otro lado completó los estudios de Director de Seguridad Privada de la Universidad Politécnica de Madrid. Es licenciado en Criminología por la Universidad Camilo José Cela de Madrid y es miembro de la Junta Directiva de la Asociación Española de Criminólogos.

## Carrera política
Ingresa en las Juventudes Socialistas de Madrid en 1985, ocupa el cargo de secretario general de las Juventudes Socialistas de Leganés. Entre los 19 y los 30 años integra diferentes Ejecutivas Regionales de la organización regional de las JSM, como responsable de áreas y como vicesecretario general. También resultó elegido miembro del Comité Federal de las Juventudes Socialistas de España.
En 1986 ingresa en el Partido Socialista Obrero Español y en 1987 resulta elegido concejal del Ayuntamiento de Leganés. Entre 1987 y 2003 ocupa diferentes responsabilidades como concejal del Ayuntamiento de Leganés, lo que le permite gestionar, junto con un equipo de técnicos y trabajadores diferentes ámbitos de la vida municipal: Juventud, Participación Ciudadana, Personal, Seguridad Ciudadana, Festejos, Descentralización Administrativa, presidente de la Junta de Distrito de La Fortuna y San Nicasio. También forma parte durante algún tiempo del Consejo de Administración de la Empresa Municipal del Suelo de Leganés (EMSULE).
En la Federación de Municipios de Madrid ha sido vocal de la Comisión de Juventud y presidente de la Comisión de Transportes.
En mayo de 2003 resulta elegido Diputado de la Asamblea de Madrid en la VI Legislatura, cargo que repitió en las elecciones de octubre del mismo año (VII Legislatura). En la Asamblea de Madrid desempeñó el cargo de Portavoz Adjunto de Justicia e Interior, siendo el Portavoz de Seguridad Ciudadana. Ha sido Portavoz de Justicia e Interior del Grupo Parlamentario Socialista en la Asamblea de Madrid.

## Mandato en Leganés (2007-2011)
El 22 de junio de 2006, el entonces alcalde socialista, José Luis Pérez Ráez anunció que no se presentaría como candidato tras 16 años como alcalde del municipio. Gómez Montoya asumió la candidatura en la Agrupación Socialista de Leganés.
Las elecciones municipales del 27 de mayo de 2007 arrojaron los siguientes resultados:
- Partido Popular (PP), 36.283 votos (39,42%), 12 concejales.
- Partido Socialista Obrero Español (PSOE), 35.213 votos (38,25%), 11 concejales.
- Izquierda Unida (IU), 11.920 votos (12,95%), 3 concejales.
- Unión por Leganés (ULEG), 5.407 votos (5,87%), 1 concejal.

A pesar de existir un pacto estatal entre PSOE e Izquierda Unida para que gobernase en coalición la lista más votada tras las elecciones de 2007, los 3 concejales de IU se abstuvieron de votar a Rafael Gómez Montoya como alcalde, dando como resultado la elección de la popular Guadalupe Bragado para la alcaldía el 16 de junio de 2007. 
Finalmente el 26 de junio ambos portavoces llegaron a un acuerdo bajo los auspicios de las direcciones Regionales y sus respectivos dirigentes Cristina Narbona y Fernando Marín. Este acuerdo contemplaba la presentación de una moción de censura, lo que finalmente se produjo el 10 de julio de 2007.
El equipo de Gobierno encabezado por Rafael Gómez Montoya realizó en 4 años un plan integral de remodelación de Leganés, invirtiendo cerca de 150 millones de euros en la revitalización y mejora de barrios y zonas interbloques de la ciudad.[cita requerida] Propició la creación de 42 km de carril bici en el término municipal y un sistema público de alquiler de bicicletas.[cita requerida]
En la legislatura 2011-2015 fue portavoz del Grupo Municipal Socialista en el Ayuntamiento de Leganés y miembro de la ejecutiva PSM-PSOE.
Actualmente es asesor en el Grupo Municipal Socialista del Ayuntamiento de Madrid.